# Zignago
Zignago é uma comuna italiana da região da Ligúria, Província da Spezia, com cerca de 515 habitantes. Estende-se por uma área de 27 km², tendo uma densidade populacional de 19 hab/km². Faz fronteira com Brugnato, Rocchetta di Vara, Sesta Godano, Zeri (MS).

## Demografia
| Variação demográfica do município entre 1861 e 2011                               |
|                                                                                   |
| Fonte: Istituto Nazionale di Statistica (ISTAT) - Elaboração gráfica da Wikipedia |